# Erik Verlinde
Pour les articles homonymes, voir Verlinde.
Erik Peter Verlinde, né le 21 janvier 1962 à Woudenberg (Pays-Bas), est un physicien théoricien néerlandais spécialisé dans la théorie des supercordes. La formule de Verlinde (en), importante en théorie conforme des champs et en théorie des champs quantiques topologiques, est nommée en son honneur. Ses recherches se concentrent sur la théorie des supercordes, la gravitation, les trous noirs et la cosmologie. En 2010, il travaille à l’Institute for Theoretical Physics de l'Université d'Amsterdam.

## Biographie
Erik Verlinde et son frère jumeau Hermann Verlinde (en) ont tous deux obtenu un doctorat en physique théorique à l'Université d'Utrecht en 1988. Par la suite, Erik a travaillé à l’Institute for Advanced Study à Princeton. Divorcé de son épouse dans les années 2000, il s'est établi à Amsterdam pour être proche de ses enfants.

## Travaux
Lors d'un symposium tenu au Spinoza-instituut le 8 décembre 2009, il a introduit une théorie d'où découlent les formules « classiques » de la mécanique newtonienne. Le 6 janvier 2010, il a publié On the Origin of Gravity and the Laws of Newton. Selon cette théorie, la gravité est la conséquence d'une différence de quantité d'informations holographiques dans le vide entre deux masses. Il extrapole cette conclusion à la relativité générale et à la mécanique quantique. Il refuse de considérer la gravité comme une force fondamentale : il la voit comme un phénomène émergent qui provient d'interactions microscopiques. Lors d'une entrevue avec le magazine de Volkskrant, il a affirmé qu' « [au] niveau microscopique, les lois de Newton ne s'appliquent pas, mais elles s'appliquent aux pommes et aux planètes. Vous pouvez comparer ceci à la pression des gaz. Les molécules n'ont pas de pression par elles-mêmes, mais un baril de gaz oui. »
Son approche à propos de la gravité expliquerait correctement la manifestation de l'énergie sombre. Les échecs des autres théories à expliquer la faible amplitude de cette énergie constituent un important embarras en physique théorique. 
En juin 2011, il a reçu le plus important prix scientifique remis aux Pays-Bas, le prix Spinoza qui est accompagné d'une bourse de 2,5 millions d'euros pour récompenser ces travaux, y compris son article décrivant sa théorie.

### Traductions de
1. ↑  (en) « On the smallest level Newton's laws don't apply, but they do for apples and planets. You can compare this to pressure of gas. Molecules themselves don't have any pressure, but a barrel of gas has. »

## Pages connexes
- Force entropique
- Gravité entropique